# Молодіжна збірна Словаччини з футболу
Молодіжна збірна Словаччини з футболу (словац. Slovenské národné futbalové mužstvo do 21 rokov) — національна футбольна збірна Словаччини гравців віком до 21 року (U-21), яка підпорядкована Словацькому футбольному союзу.

## Виступи начемпіонатах Європи
- 1978—1994: гравці виступали за молодіжну збірну Чехословаччини

| Рік   | Раунд                   | Місце | І  | В | Н | П | МЗ | МП |
| ----- | ----------------------- | ----- | -- | - | - | - | -- | -- |
| 1996  | Не пройшла кваліфікацію | –     | –  | – | – | – | –  | –  |
| 1998  | Не пройшла кваліфікацію | –     | –  | – | – | – | –  | –  |
| 2000  | Півфінал                | 4     | 4  | 2 | 1 | 1 | 5  | 3  |
| 2002  | Не пройшла кваліфікацію | –     | –  | – | – | – | –  | –  |
| 2004  | Не пройшла кваліфікацію | –     | –  | – | – | – | –  | –  |
| 2006  | Не пройшла кваліфікацію | –     | –  | – | – | – | –  | –  |
| 2007  | Не пройшла кваліфікацію | –     | –  | – | – | – | –  | –  |
| 2009  | Не пройшла кваліфікацію | –     | –  | – | – | – | –  | –  |
| 2011  | Не пройшла кваліфікацію | –     | –  | – | – | – | –  | –  |
| 2013  | Не пройшла кваліфікацію | –     | –  | – | – | – | –  | –  |
| 2015  | Не пройшла кваліфікацію | –     | –  | – | – | – | –  | –  |
| 2017  | Груповий етап           | 5     | 3  | 2 | 0 | 1 | 6  | 3  |
| 2019  | Не пройшла кваліфікацію | –     | –  | – | – | – | –  | –  |
| 2021  | Не пройшла кваліфікацію | –     | –  | – | – | – | –  | –  |
| 2023  | Не пройшла кваліфікацію | –     | –  | – | – | – | –  | –  |
| 2025  | Груповий етап           | –     | 3  | 1 | 0 | 2 | 4  | 5  |
| Разом | 3/16                    |       | 10 | 5 | 1 | 4 | 15 | 11 |